# Click.to
click.to ist eine auf dem Copy & Paste-Prinzip basierende Desktop-Anwendung. Es identifiziert den in der Zwischenablage gespeicherten Inhalt und bietet dem Anwender passende Programmfunktionen bzw. Webseitenaufrufe automatisch in einem Schnellwahl-Kontextmenü an.

## Funktionsweise
Hinter dem Programm steckt der Copy & Paste-Gedanke, Dateien oder Inhaltes eines Dokumentes aus einer Anwendung heraus in den Zwischenspeicher zu legen und sie später von dort aus in derselben oder in einer anderen Anwendung weiterzuverwenden. Nach der Installation läuft click.to automatisch im Hintergrund. Sobald der Anwender die Zwischenablage verwendet, identifiziert das Programm die möglichen Weiterverwendungsmöglichkeiten und bietet diese dem Nutzer in einem Kontextmenü über dem Mauszeiger an. Das Programm führt selbstständig und automatisch alle Schritte aus, die normalerweise zwischen aktueller Anwendung und Zielanwendung liegen. Dazu gehören beispielsweise das Öffnen von Programmen oder Webseiten, das Durchführen von Suchanfragen oder die Eingabe von Anmeldedaten.

## Aktionen
Der Anwender kann individuell entscheiden, welche Funktionen der Freeware er nutzen möchte bzw. um welche Funktionen click.to erweitert werden soll. Im ausgelieferten Standardpaket der Windows-Installation sind 46 Standardaktionen enthalten, in der Mac-Version stehen 48 Aktionen zur Verfügung. Die Standardaktionen gliedern sich wie folgt auf:
| Allgemeine Aktionen | Windows-spezifische Aktionen                                                                     | Mac-OS-x-spezifische Aktionen                                                                                                 |
| --- | ------------------------------------------------------------------------------------------------ | --- |
| - Amazon - Basecamp - billiger.de - Bing Translate - bitly - Blogger.com - Box - dict.cc - eBay - Evernote - Facebook - Flickr - Gelbe Seiten - Google - Google Mail - Google Maps - Google Spell Check - Google Translate - HootSuite - klickTel - Memonic - OANDA - OfficeDrop - Pastebin - PDF - Simplenote - Skype - StumbleUpon - suchen.de - ToodleDo - twick.it - Twitter - Webbrowser - Wikipedia - XE - Xing - YouTube | - Append - Back - Microsoft Excel - Explorer - Google Desktop - Notepad - Outlook - Paint - Word | - Adressbuch - BBEdit - Dictionary - Finder - Keynote - Mail - Numbers - Pages - Sparrow - Stickies - TextEdit - TextWrangler |

### Erweiterungen
Anwendern und Entwicklern wird die Möglichkeit gegeben, entweder über eine eingebettete Maske oder durch die Nutzung der click.to API, eigene Funktionen und Suchanfragen hinzuzufügen.

## Systemvoraussetzung
click.to wird derzeit von den Betriebssystemen Windows 2000, XP, Vista und Windows 7 unterstützt, letzteres sowohl in der 32-Bit als auch der 64-Bit-Version. Eine Version für Mac OS X erschien im Oktober 2011.

## Konkurrenz
Das Programm ähnelt in seiner Funktionsweise den „Schnellinfos“ (engl. Accelerators), die als Add-on des Internet Explorers installiert werden können. Dieses Programm bietet nach Installation ebenfalls in einem kleinen Kontextmenü über dem Mauszeiger Schnellwahlfunktionen innerhalb der Browserfunktionen an.